# Karlskaserne (Freiburg im Breisgau)
Die Karlskaserne war ein militärisch genutztes Gebäude in Freiburg im Breisgau, das aus der vorderösterreichischen Zeit der Stadt unter Maria Theresia stammte. Die Kaserne lag am Ostende des heutigen Europaplatzes und dem Nordende der Kaiser-Joseph-Straße und wurde im Zweiten Weltkrieg zerstört. Heute steht davon lediglich wieder der Westflügel, in dem das Amt für Kinder, Jugend und Familie (AKi) der Stadt untergebracht ist.

## Geschichte
Nach dem Verlust der Festung Breisach im Westfälischen Frieden an Frankreich bauten die Österreicher ab 1651 Freiburg zu einem militärischen Stützpunkt aus und errichteten eine Kaserne in der Nähe des Christoffeltors nahe der mittelalterlichen Stadtmauer. Geholfen hat es nicht, denn bereits 1677 eroberte François de Créquy die Stadt für die Krone Frankreichs. Unter französischer Herrschaft mussten Mauer und Kaserne einer modernen Festungsanlage Vaubans weichen. Die Franzosen bauten auch eine neue Kaserne. Nachdem jedoch im Vorfrieden von Breslau und dem Frieden von Dresden Freiburg wieder habsburgisch geworden war, schleiften sie 1745, bevor sie die Stadt verließen, das Gebäude.
Im Jahre 1773 beauftragten die breisgauischen Landstände Leonhard Wippert, die Kaserne neu zu errichten. Den Namen Karlskaserne erhielt der Bau nach Erzherzog Karl Ludwig Johann Joseph Laurentius v. Österreich, dem Befreier Freiburgs, der 1796 die französischen Revolutionstruppen aus der Stadt vertrieben hatte.

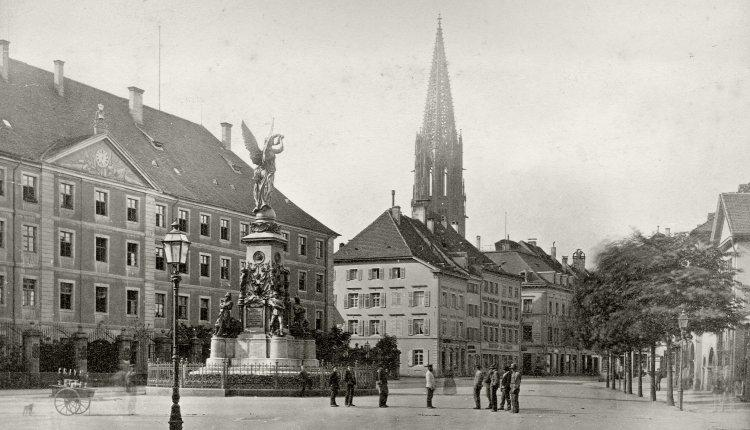
Karlskaserne um 1884, Blickrichtung Kaiser-Joseph-Straße

Nach dem Sieg 1870/71 über Frankreich benannte die Stadt den Platz vor der Karlskaserne nach Kaiser Wilhelm I. und bestimmte ihn als Standplatz für das Siegesdenkmal, welches 1876 in Anwesenheit seiner Majestät eingeweiht wurde. 1962 wurde es nach Westen versetzt und der offiziell namenlose Platz zu einem autogerechten Verkehrsknoten umgebaut. In der Bevölkerung hieß der Platz Siegesdenkmal, wie auch die Haltestellen von Straßenbahn und Bus. Seit Ende 2018, nachdem das Siegesdenkmal wieder fast an seinen alten Platz vor dem Bau versetzt worden war, heißt der Platz offiziell Europaplatz.
Der Karlsplatz und das Gelände des heutigen Stadtgartens dienten als Exerzier- und Übungsplätze. Auch Jahrmärkte und Messen fanden dort statt. Als die Stadt stark wuchs, wurde 1887 der Exerzierplatz auf den heutigen Flugplatz Freiburg verlegt. Am alten Ort, südlich der 1854 von Friedrich Eisenlohr errichteten Kunst- und Festhalle, wurde der Stadtgarten als Naherholungsgebiet eingerichtet. Der Bereich  um die Hermannstraße und Erasmusstraße wurde ebenfalls aus dem Kasernenbereich ausgegliedert und bebaut.

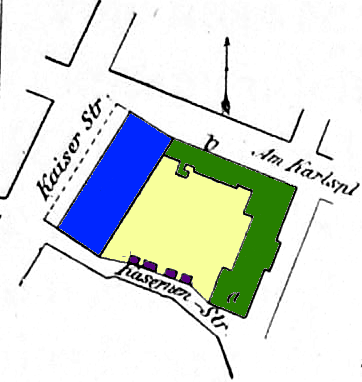
Grundriss der Kaserne um 1898
Alte Karlskaserne (heute wiederaufgebaut)
Damaliger Neubau mit Hauptgebäude (a) und nördlichem Zwischenbau (b)
Pissoirs und Abtritte für Mannschaften und Unteroffiziere

Seit 1866 war das 5. Badische Infanterieregiment Nr. 113 in der Karlskaserne stationiert. An die Gefallenen der „113er“ erinnerten 18 Bronzetafeln, die 1874 an den Säulen des Gitters vor der Kaserne angebracht wurden. Diese wurden 1972 auf dem Alten Friedhof aufgestellt. Das Gittertor mit Bekrönung sowie ein Gitterabschnitt wurden 1997 im Hof des Wentzingerhauses aufgestellt.
Als 1906 die Rempartkaserne abgebrochen wurde, um dort das Kollegiengebäude I der Universität zu errichten, wurde die Karlskaserne durch Neu- und Anbauten erweitert, u. a. durch die nahe gelegene Erbgroßherzog-Friedrich-Kaserne im Stadtteil Neuburg.

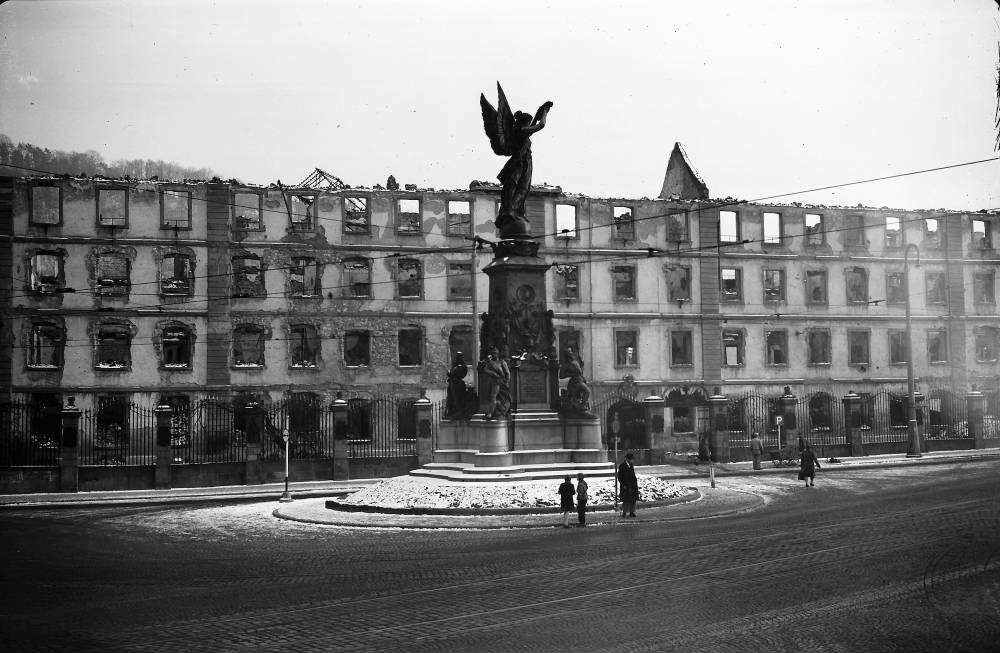
Die zerstörte Karlskaserne im Jahr 1950

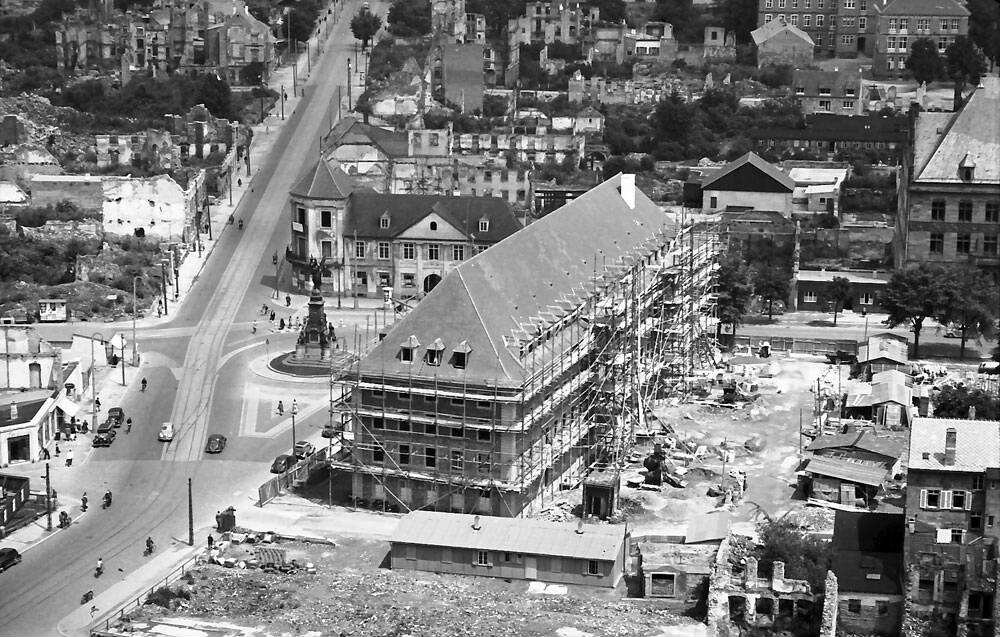
Wiederaufbau im Jahr 1951

Die militärische Nutzung endete 1919. Das Gebäude ging in städtischen Besitz über und wurde als Verwaltungsgebäude genutzt, zuletzt als Sitz der NSDAP-Kreisleitung. Während des Luftangriffs auf Freiburg am 27. November 1944, wurde die Kaserne stark zerstört. 1950/51 wurde der Westflügel des Gebäudes, das ursprüngliche Hauptgebäude, in leicht vereinfachter Form, aber unter Beibehaltung der 21-achsigen Fensterfront, wiedererrichtet und zunächst von der Oberpostdirektion Freiburg im Breisgau genutzt. Nachdem diese Behörde 1975 in ein neues Gebäude im Westen der Stadt umgezogen war, wurde die ehemalige Kaserne als Dienstgebäude des städtischen Sozial- und Jugendamts genutzt; nach einer Neuordnung der Verwaltung ist hier das Amt für Kinder, Jugend und Familie (AKI) untergebracht.

## Gebäude

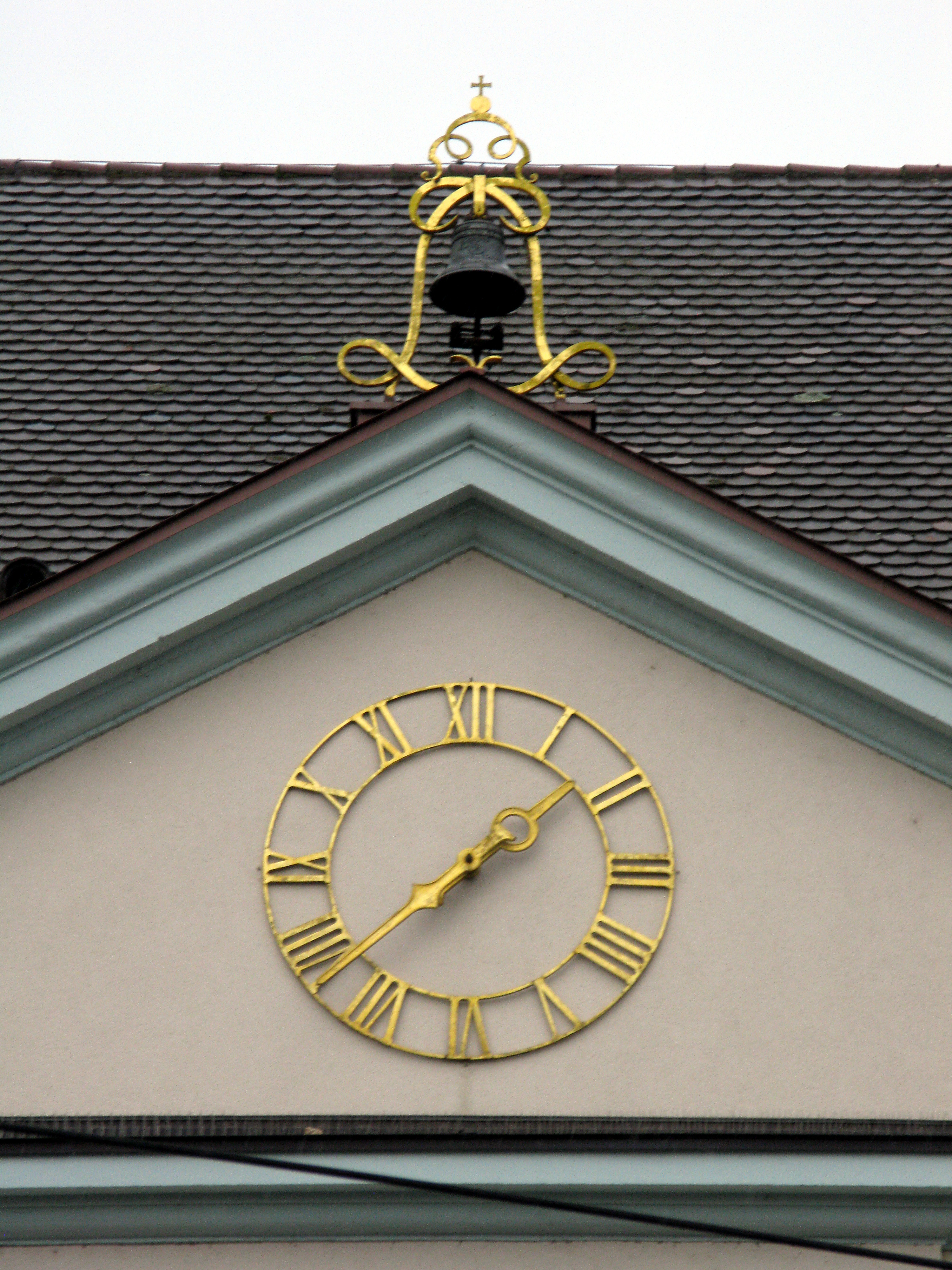
Giebel der Karlskaserne mit Uhr und Glockenaufhängung des abgebrochenen zweiten Christophstors

Das symmetrische, mit der Fassade nach Westen gerichtete viergeschossige Gebäude mit 21 Fensterachsen ist schlicht gehalten. Der Mittelteil mit drei Fensterachsen ist leicht nach vorne gesetzt und ebenso wie die drei äußeren Fensterachsen durch Lisenen abgesetzt. Gegenüber dem Vorgängerbau ist das vierte Vollgeschoss etwas niedriger als beim Ursprungsgebäude, dafür wurden im Dach über die ganze Breite Dachgauben eingebaut. Der Giebel über dem Mittelteil entstand erst nach 1826, um die Uhr des in der Nähe gestandenen und kurz zuvor abgebrochenen Christophstors aufzunehmen. Auch die schmiedeeisernen Aufhängung für das Glöckchen in Form eines doppelten L wurde übernommen. Die Bourbonenlilie auf der Krone wurde durch ein Kreuz ersetzt, so widmete man das ursprüngliche Initial des französischen Königs Ludwig XIV. dem badischen Großherzog Ludwig II.

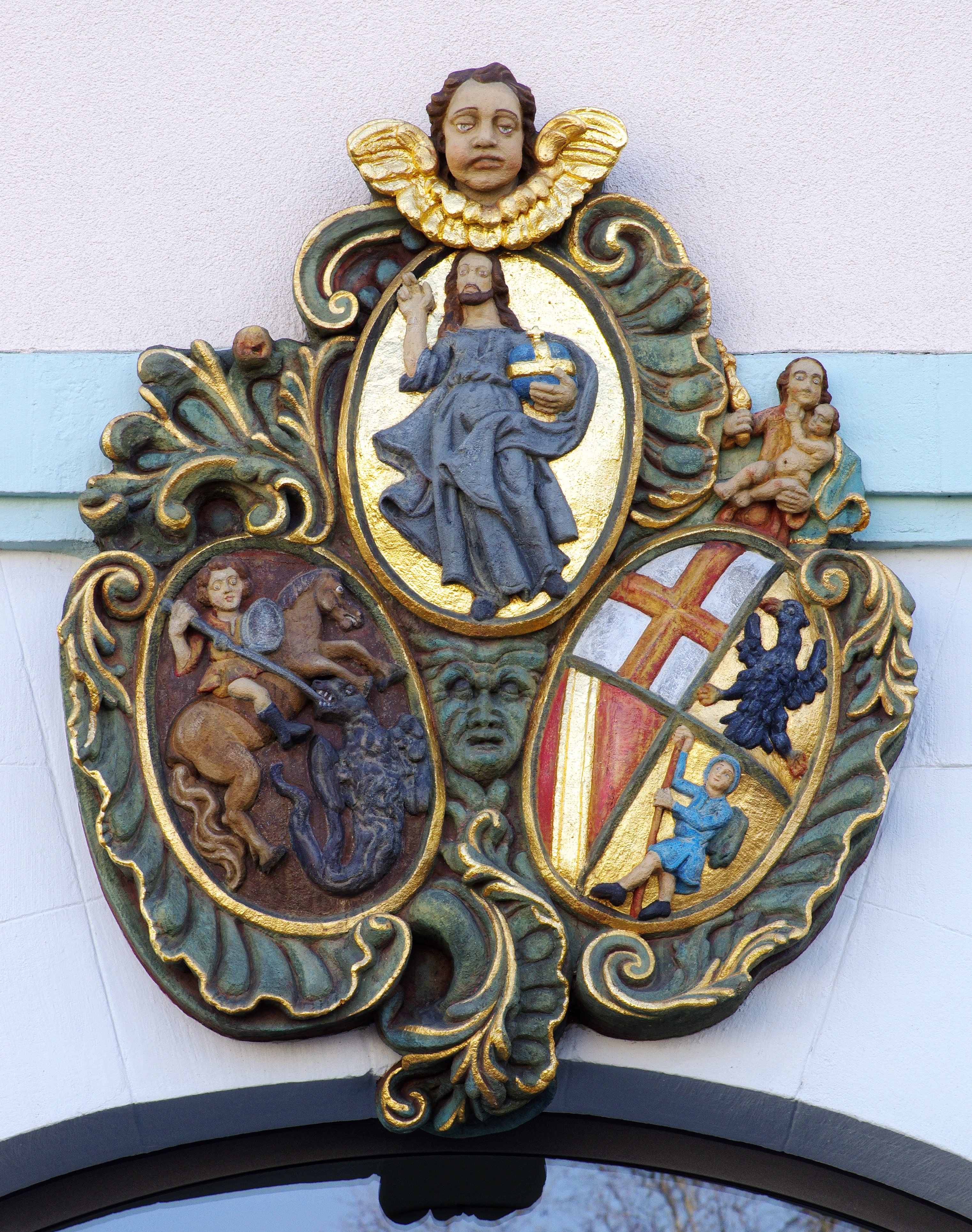
Die Wappenkartusche über dem Haupteingang

Über dem Haupteingang des Gebäudes findet sich als einziger Fassadenschmuck eine Wappenkartusche aus drei Wappenschilden. Sie symbolisiert die Breisgauischen Landstände als Bauherren der Kaserne. Oben steht der die Welt erhaltende Christus für den Prälatenstand, der ein Viertel der Baukosten zu tragen hatte. Dazu gehörten die Äbte und Äbtissinnen der Klöster St. Blasien, Schuttern, St. Peter, Tennenbach, Adelhausen und Günterstal. Unten links kämpft der Heilige Georg, der die Ritterschaft und den Adel repräsentiert, die ebenfalls ein Viertel zu tragen hatten. Die zweite Hälfte der Baukosten trug der dritte Stand, der durch ein geviertes Wappen repräsentiert wird. Er enthält die Einzelwappen der Städte Freiburg im Breisgau (Kreuz), Breisach (Adler), Neuenburg (Schrägrechtsbalken) und Waldshut (Waldhüter). Freiburg hatte die Präsidentschaft inne und erhielt daher den wichtigsten Platz auf dem Wappen. Diese drei Wappen befanden sich ebenfalls auf den drei Säulen vor dem Freiburger Münster. Inzwischen ist jedoch nur noch das Wappen des dritten Standes an der rechten Säule zu erkennen.
Vor dem Gebäude befand sich über die ganze Breite ein Lanzengitter, das erhalten ist, aber nicht wieder angebracht wurde, sondern eingelagert ist.

## Zukunft
Nach einer Machbarkeitsstudie aus dem Jahre 2011, die zu dem Ergebnis kam, dass der Bau eines neuen Rathauses sich rechnet, wenn unter anderem die Karlskaserne verkauft wird, wurde der erste Bauabschnitt des Rathauses im Stühlinger 2017 fertig gestellt. Ende Juli 2021 beschloss der Gemeinderat den Bau des zweiten Gebäudes, in dem das Amt für Kinder, Jugend und Familie unterkommen soll. Mehrere Fraktionen wehren sich gegen einen Verkauf dieses historischen Gebäudes. Daraufhin teilte Anfang Oktober 2021 die Stadt mit, dass der Bau nun nicht verkauft, sondern im Erbbaurecht vergeben werden soll.